# セント・トーマス (ネバダ州)

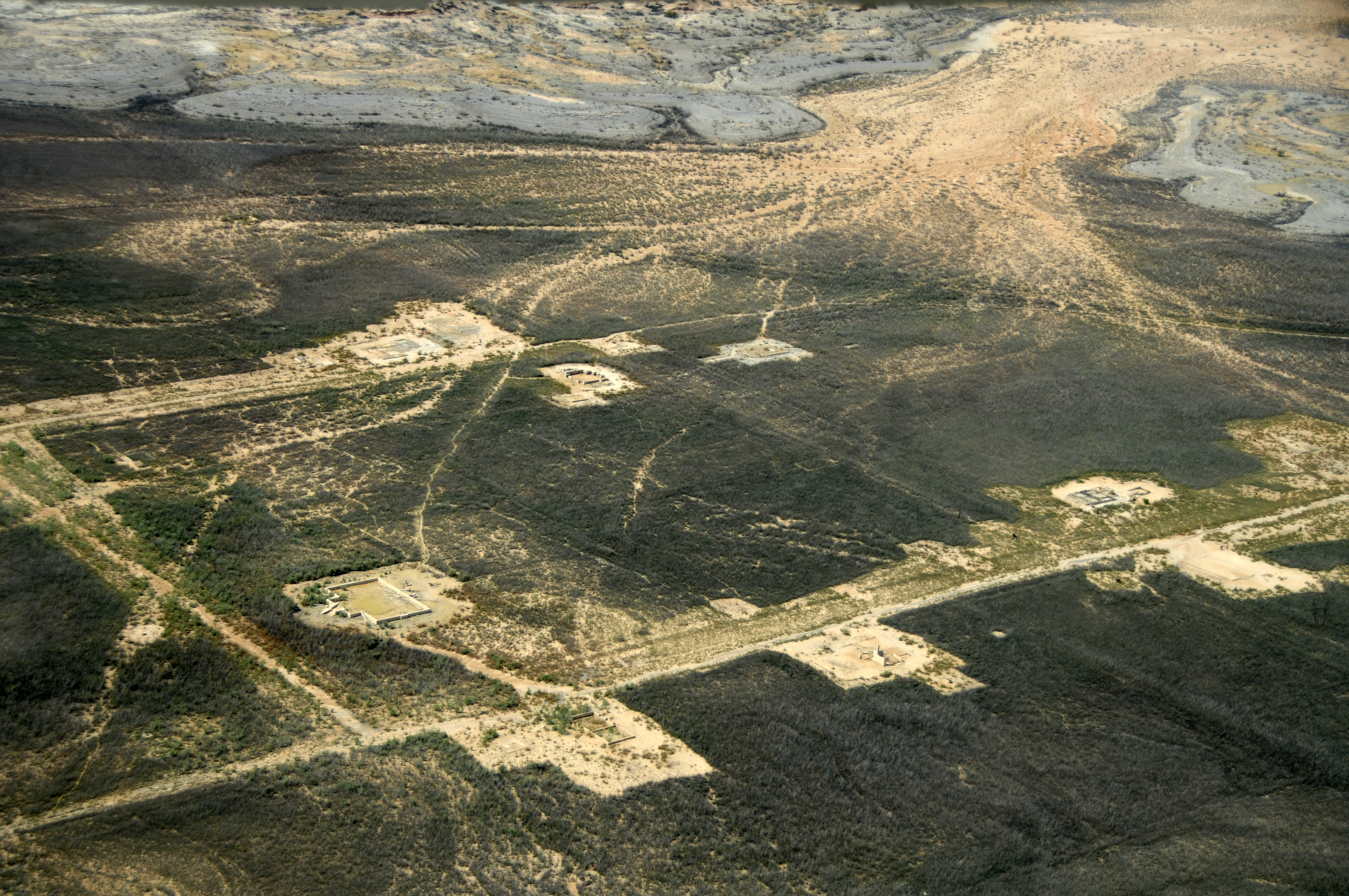
セント・トーマス、2015年撮影。

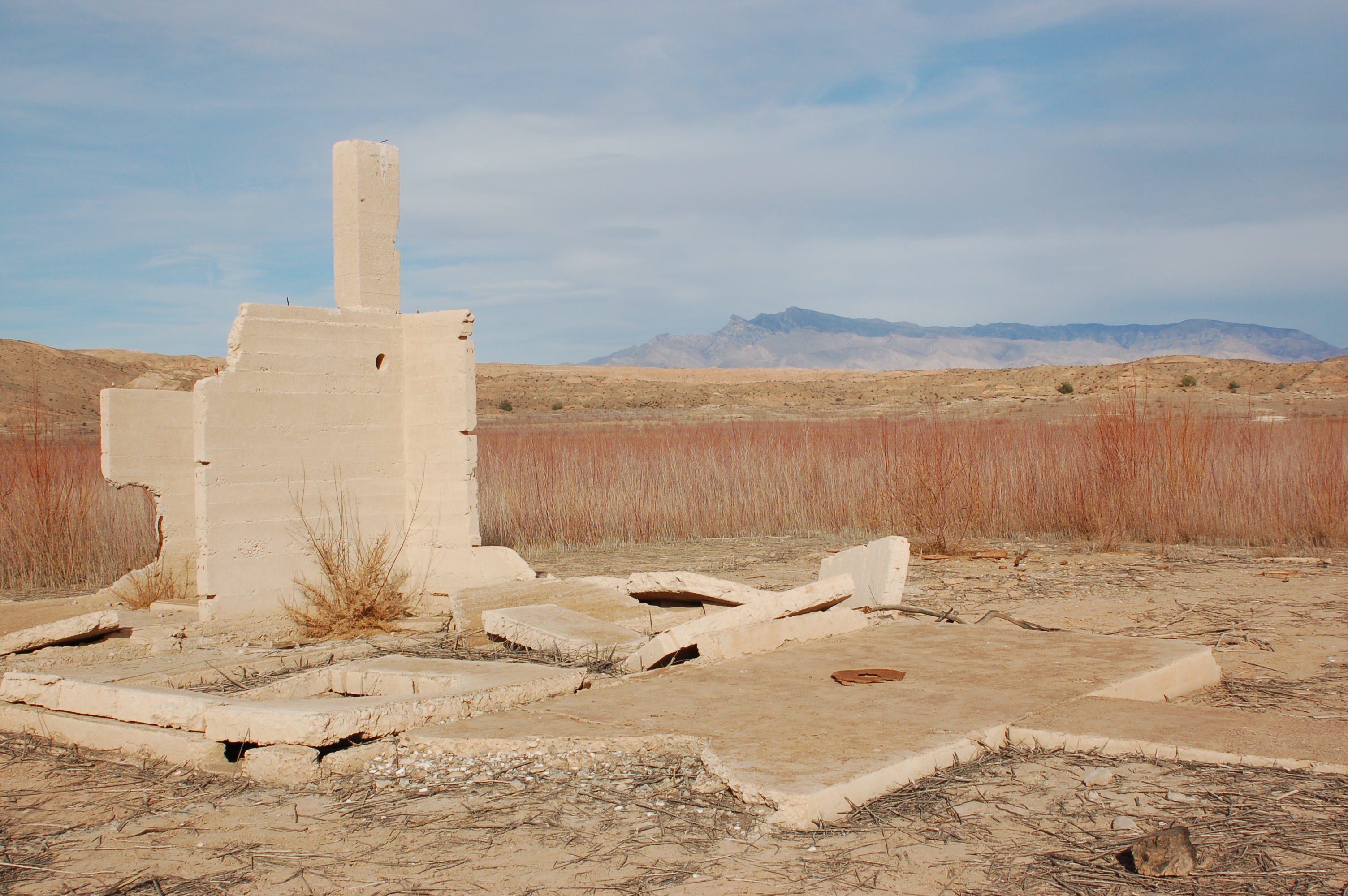
ネバダ州セント・トーマスに残る遺構は、長年にわたってミード湖に水没していた。

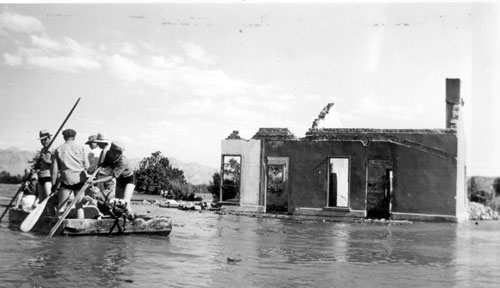
ミード湖の水位が徐々に上昇する中、放置された建物の近くを進む、サルベージの一行。

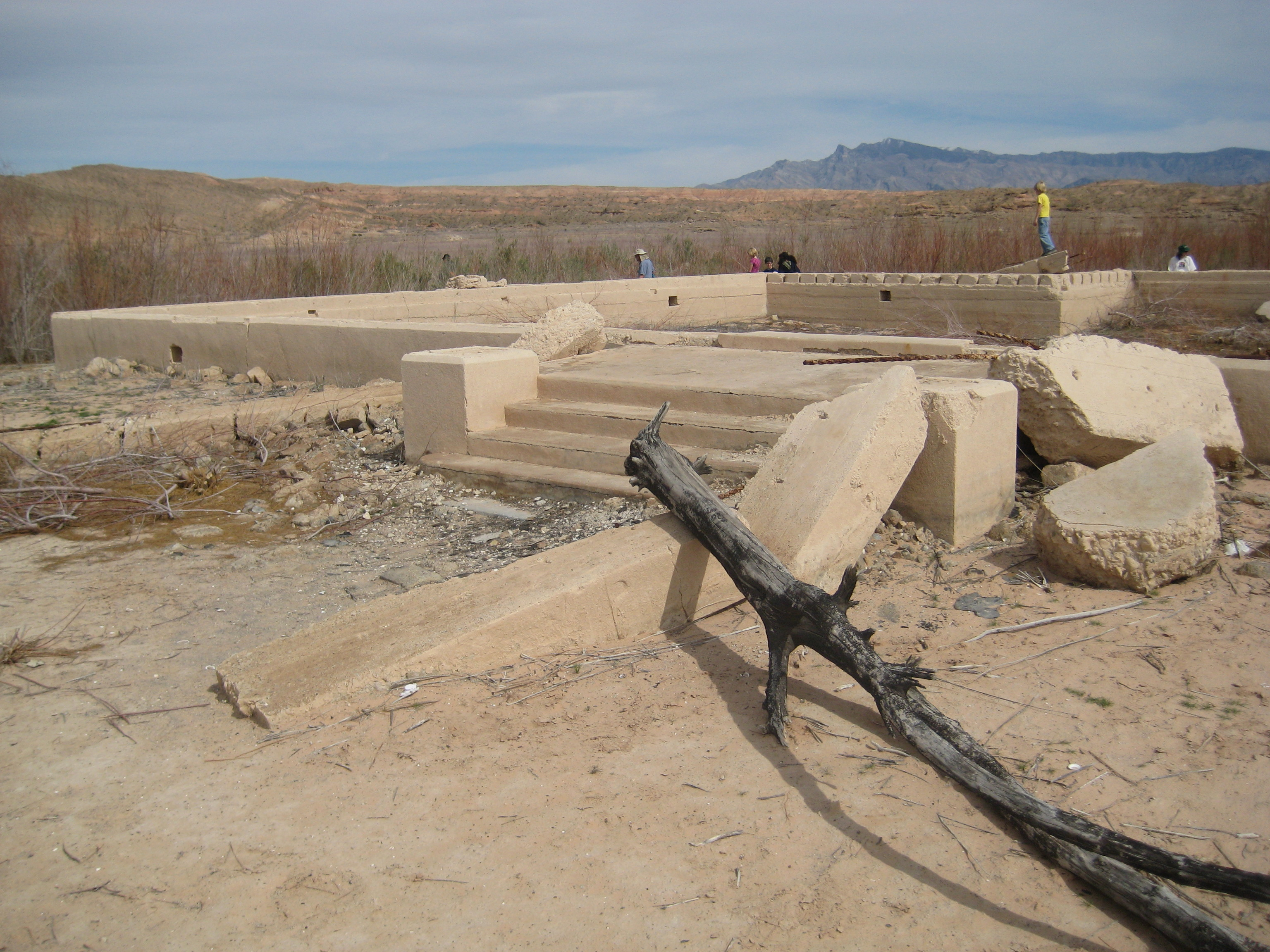
ネバダ州セント・トーマス、建物の土台。

セント・トーマス (St. Thomas) は、アメリカ合衆国ネバダ州クラーク郡の、マディ川がコロラド川に合流する付近に位置するゴーストタウン。セント・トーマスは、1930年代に集落全体が合衆国連邦政府に買い上げられ、ミード湖の湖底に沈んだ。しかし、2000年代にミード湖の水位が下がったため、集落の遺構が再び姿を現すようになった。現在は、国立保養地として設定されているミード湖国立保養地の一部となっている。

## 歴史
この集落は、トーマス・スミス (Thomas Smith) に率いられたモルモン教信徒の入植者たちによって、1865年に創建された。最盛期の人口は500人ほどで、農場や様々な事業が集まる町として確立され、一時期には、アリゾナ準州パヒューテ郡の郡庁所在地であった。モルモン教徒たちは、1871年2月にセント・トーマスを放棄したが、これは土地測量調査の結果、ネバダ州の州境を1度東へ移し、それまでアリゾナ準州やユタ準州に帰属し、マディ・ミッション (the Muddy Mission) と称されていたモルモン教徒たちの開拓地の全域がネバダ州に移管されたためであった。次いで、ネバダ州政府は、住民から集める過年度分の税金を金でしか受け取らないという方策を打ち出した。これを受けて、セント・トーマスの住民たちは、1871年に、税金を支払うことなく立ち去ることを選んだ。モルモン教徒たちはユタへ移動し、大部分は、当時ロング・バレー (Long Valley) と称されていた、現在のグレンデール、オーダービル、マウント・カーメル・ジャンクションといった地域に入植した。
1871年にモルモン教徒たちが去った時、彼らは家屋などを破壊したと言われている。立ち去らずに、当地に留まることを選んだごく少数のひとりは、ダニエル・ボネリ (Daniel Bonelli) といい、農場を営むかたわら、鉱業も営み、ジャンクション・シティ (Junction City)、後のリオビルで、 コロラド川のボネリズ・フェリーも経営していた。最初期の入植者たちが去った後、1880年代には新たなモルモン教徒の入植者たちが、セント・トーマスをはじめ周辺地域の各地に到来した。
フーバーダムが建設され、コロラド川の水位が上昇すると、町は放棄を余儀なくされ、最後のひとりとなった住民ヒュー・ロード (Hugh Lord) は、1938年6月11日に町を離れた。
セント・トーマスの遺構は、ミード湖の水位低下によって、再び姿を現し、アメリカ合衆国国立公園局によって史跡として保全されるようになった。もともとセント・トーマスにあった墓地は、ネバダ州オーバートンに移されており、そこにはセント・トーマスについての調査を行うセンターもあって、マディ川流域の歴史や遺構について現在も考古学調査が進められている。